# 廷·耶德瓦伊
廷·耶德瓦伊（1995年11月28日—）是一位克羅地亞足球運動員。在場上的位置是後衛。現效力於俄超球隊莫斯科火車頭 。他也代表克羅地亞國家足球隊參賽。

## 榮譽

### 國家隊
克羅埃西亞
- 國際足協世界盃亞軍：2018年

### 個人
- 布拉尼米爾大公勳章：2018年